# Yale Law School
Die Yale Law School (oftmals auch Yale Law oder YLS) ist eine der Graduate Schools an der US-amerikanischen Yale University in New Haven (Connecticut). Sie wurde 1824 gegründet und gilt als die führende Law School in den Vereinigten Staaten sowie als eine der renommiertesten der Welt. Sie rangiert im Hochschulranking vom U.S. News and World Report jedes Jahr seit Erscheinen des Magazins im Jahre 1987 auf Rang 1.
Die Yale Law School bietet die juristischen Studiengänge J.D., LL.M., M.S.L. sowie mehrere Doktorstudiengänge an. Sie zeichnet sich durch eine geringe Anzahl Studierender aus und ist mit einer Aufnahmequote von 6,9 % die selektivste Law School der USA.

## Geschichte
Die Wurzeln der Yale Law School reichen zurück bis zur Wende vom 18. zum 19. Jahrhundert. Zu dieser Zeit erfolgte die Ausbildung zum Juristen unter der Anleitung von Anwälten in Kanzleien. In New Haven betrieb der Anwalt Seth Staples eine Kanzlei, die mit einer großen Bibliothek ausgestattet war und zahlreiche Anwärter anlockte. Aus der Kanzlei entwickelte sich bis zum Jahr 1810 die New Haven Law School, die dann unter der Schirmherrschaft von Samuel Hitchcock stand, einem ehemaligen Studenten von Staples. In den 1820er Jahren gliederte sich die New Haven Law School schließlich an die seit 1701 bestehende Yale University an.
Bereits in den letzten Dekaden des 19. Jahrhunderts bekannte sich die Yale Law School zu zwei Kennzeichen, die bis heute vorherrschen: Erstens zeichnet sie sich durch eine geringe Anzahl Studierender aus, um dadurch ein persönliches Verhältnis zwischen dem Lehrkörper und den Studierenden zu gewährleisten. Zweitens verfolgt die Law School in der Lehre einen interdisziplinären Ansatz, der die Erkenntnisse anderer wissenschaftlicher Forschungsrichtungen rezipiert. Allgemein ist die Yale Law School für ihre forschungsorientierte Ausbildung bekannt.

## Gebäude

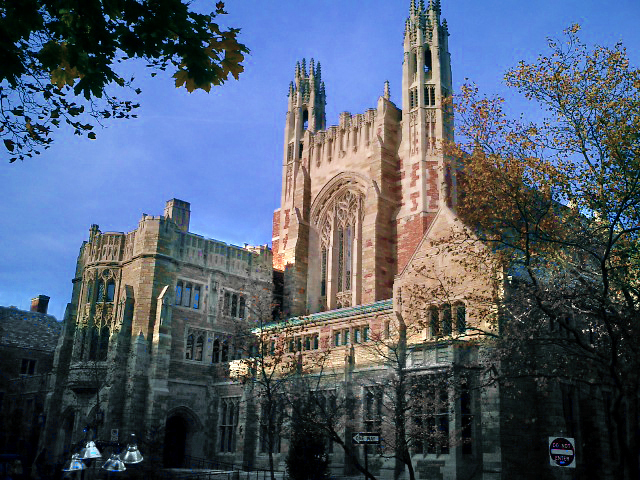
Sterling Law Building

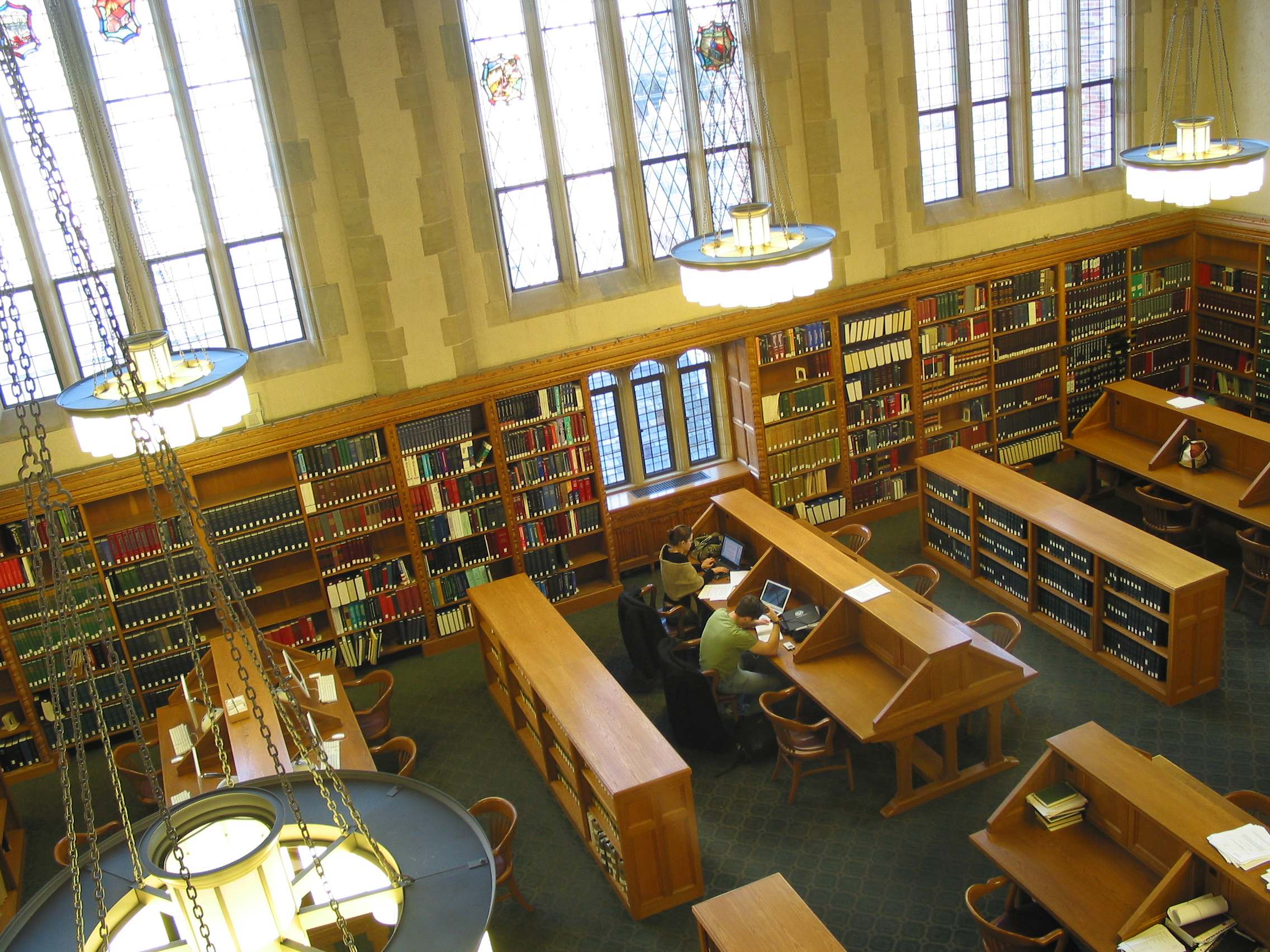
Sterling Memorial Library Lesesaal

Die Yale Law School hat ihren Sitz im Sterling Law Building, das sich inmitten des Campus der Yale University befindet. Das Gebäude wurde vom Architekten James Gamble Roger entworfen und 1931 erbaut. Sein Baustil lässt sich – wie viele US-amerikanischen Hochschulgebäude – der Neugotik zuordnen. In dem Gebäude befinden sich Unterrichtsräume, Büros, eine Speisesaal und die juristische Bibliothek.

## Zeitschriften
An der Yale Law School werden zahlreiche von Studierenden betreute Zeitschriften herausgegeben. Das Aushängeschild ist das erstmals 1891 herausgegebene Yale Law Journal, das zu den am häufigsten zitierten rechtswissenschaftlichen Zeitschriften der Vereinigten Staaten zählt. Daneben existieren acht weitere themenspezifische Zeitschriften.

## Alumni
Die Yale Law School hat zahlreiche bekannte Alumni hervorgebracht, darunter zwei Präsidenten der Vereinigten Staaten, Gerald Ford und Bill Clinton; zwei Vizepräsidenten der Vereinigten Staaten, Ford und JD Vance; und fünf aktuelle US-Senatoren, nämlich Michael Bennet, Richard Blumenthal, Cory Booker, Chris Coons und Josh Hawley. Mit Karl Carstens, fünfter Bundespräsident der Bundesrepublik Deutschland, José P. Laurel und Salvador Laurel (beide ehemalige Präsidenten der Philippinen) sowie Peter Mutharika (ehemaliger Präsident von Malawi) zählen weitere (ehemalige) Staatsoberhäupter aus der ganzen Welt zu den Alumni.
Weiterhin hat die Law School elf Richter des United States Supreme Court gestellt, darunter vier der neun aktuell amtierenden (Samuel Alito, Brett Kavanaugh, Sonia Sotomayor und Clarence Thomas). Mit Stephan Harbarth ist auch ein Alumnus Richter und Präsident des (deutschen) Bundesverfassungsgerichts. Hinzu kommen zahlreiche weitere hochrangige amerikanische und auch ausländische Juristen ebenso wie Geschäftsführer großer Unternehmen.